# Matt Ryan (baloncestista)
Matthew Richard «Matt» Ryan (White Plains, Nueva York, 17 de abril de 1997) es un baloncestista estadounidense que pertenece a la plantilla de los New York Knicks de la NBA, con un contrato dual que le permite jugar también en su filial de la G League, los Westchester Knicks. Con 1,98 metros de estatura, juega en la posición de alero.

## Trayectoria deportiva

### Universidad
Jugó dos temporadas con los Fighting Irish de la Universidad de Notre Dame, en las que promedió 4,4 puntos y 1,3 rebotes por partido. Al término de su segunda temporada fue transferido a los Commodores de la Universidad Vanderbilt, donde tras el año en blanco que imponía la NCAA, jugó una temporada, promediando 8,1 puntos y 2,7 rebotes por encuentro.
Al finalizar su temporada júnior, fue nuevamente transferido, en esta ocasión a los Mocs de la Universidad de Tennessee en Chattanooga. Allí disputaría su mejor temporada de toda su carrera universitaria, promediando 15,4 puntos y 4,9 rebotes por encuentro, siendo incluido por los entrenadores y la prensa especializada en el segundo mejor quinteto de la Southern Conference.

### Profesional
Tras no ser elegido en el Draft de la NBA de 2020, no jugó durante la temporada 2020-21 debido a los impactos de la pandemia de COVID-19 en su perspectivas de baloncesto tras dejar la universidad. Recurrió a trabajar para DoorDash y UberEats mientras entrenaba a un equipo de baloncesto de base. Trabajó también en un cementerio en Yonkers, Nueva York.
Se unió a la plantilla de los Cleveland Cavaliers para disputar las Ligas de Verano de la NBA de 2021. El 27 de septiembre de 2021 firmó con los Denver Nuggets, pero fue despedido el 11 de octubre, sin comenzar la competición. El 28 del mismo mes firmó con los Grand Rapids Gold como jugador afiliado. Allí jugó una temporada en la que promedió 15,8 puntos y 3,0 rebotes por partido.
El 28 de febrero de 2022, Ryan firmó un contrato dual con los Boston Celtics. Hizo su debut en la NBA el 10 de abril contra los Memphis Grizzlies, anotando tres puntos en cinco minutos.
El 26 de septiembre de 2022, Ryan firmó con Los Angeles Lakers. El 2 de noviembre encestó un triple desde la esquina para empatar el partido sobre la bocina contra los New Orleans Pelicans, y que los Lakers acabaron ganando 120-117 en la prórroga. Había fallado seis de sus primeros siete intentos de triple en ese encuentro y terminó el partido con 11 puntos. Pero el 30 de noviembre fue cortado. El 6 de diciembre firma un contrato dual con Minnesota Timberwolves.
Tras ser despedido por los Wolves antes del comienzo de la temporada 2023-24, fue reclamado por los New Orleans Pelicans, con quienes firmó un contrato dual.
El 24 de agosto de 2024 fue cortado por los Pelicans, firmando de nuevo tres días más tarde. Pero el 11 de octubre es cortado antes del inicio de la temporada. El 26 de octubre se une a los Westchester Knicks, pero firma con New York Knicks el 4 de noviembre. Fue despedido el 22 de diciembre, pero dos días más tarde volvió a firmar con los Knicks, en esta ocasión un contrato dual.

### Selección nacional
Ryan disputó dos partidos de la clasificación de FIBA Américas para la Copa Mundial de Baloncesto de 2023 con la selección de Estados Unidos, en los que promedió 13,5 puntos y 3,0 rebotes.

## Estadísticas de su carrera en la NBA

### Temporada regular
| Año     | Equipo      | PJ | PT | MPP  | %TC  | %3P  | %TL  | RPP | APP | ROB | TPP | PPP |
| ------- | ----------- | -- | -- | ---- | ---- | ---- | ---- | --- | --- | --- | --- | --- |
| 2021-22 | Boston      | 1  | 0  | 5.0  | .200 | .200 | —    | .0  | .0  | 1.0 | .0  | 3.0 |
| 2022-23 | L.A. Lakers | 12 | 0  | 10.8 | .306 | .371 | .800 | 1.2 | .3  | .2  | .0  | 3.9 |
| 2022-23 | Minnesota   | 22 | 0  | 8.2  | .424 | .388 | .857 | .5  | .5  | .1  | .0  | 3.4 |
| 2023-24 | New Orleans | 28 | 1  | 13.9 | .434 | .451 | .929 | 1.4 | .6  | .2  | .0  | 5.4 |
| Total   | Total       | 63 | 1  | 11.2 | .398 | .411 | .885 | 1.0 | .5  | .2  | .0  | 4.4 |

### Playoffs
| Año   | Equipo      | PJ | PT | MPP | %TC  | %3P  | %TL | RPP | APP | ROB | TPP | PPP |
| ----- | ----------- | -- | -- | --- | ---- | ---- | --- | --- | --- | --- | --- | --- |
| 2024  | New Orleans | 1  | 0  | 2.5 | .000 | .000 | —   | 1.0 | .0  | 1.0 | .0  | .0  |
| Total | Total       | 1  | 0  | 2.5 | .000 | .000 | —   | 1.0 | .0  | 1.0 | .0  | .0  |

## Vida personal
Matt es hijo de Richard y Laurie Ryan, y tiene dos hermanos, Mikela y Michael.